# Гледстон (Манитоба)
Гледстон (енгл. Gladstone) је малена варош у јужном делу канадске провинције Манитоба и део је географско-статистичке регије Централне равнице. Насеље лежи на раскрсници локалних друмова 16 и 34.
Насеље је основано 1872. у области познатој као Трокрижје и у почетку носило је име Палестајн. Године 1882. добија статус службене варошице и мења име у Гледстон у част тадашњег британског премијера Вилијама Гледстона.
Према резултатима пописа становништва из 2011. у варошици је живело 879 становника у укупно 433 домаћинства, што је за 9,6% више у односу на 802 становника колико је регистровано приликом пописа 2006. године.
Најважнија атракција у варошици је маскота Хепи Рок (енгл. Happy Rock), камена структура висока 11 метара и масе око 1.400 kg.

## Становништво
| 2011. |
| ----- |
| 879   |